# 964

## Události
- ? – korunovace Svjatoslava syna knížete Igora a svaté Olgy v Kyjevě na kyjevského a novgorodského knížete

## Úmrtí
- 27. března – Arnulf I. Flanderský, hrabě flanderský (* 885/90)

## Hlavy států
- České knížectví – Boleslav I.
- Papež – Benedikt V. – Lev VIII.
- Svatá říše římská – Ota I. Veliký
- Anglické království – Edgar
- Skotské království – Dubh
- Polské knížectví – Měšek I.
- Východofranská říše – Ota I. Veliký
- Západofranská říše – Lothar I.
- Uherské království – Takšoň
- První bulharská říše – Petr I. Bulharský
- Byzanc – Nikeforos II.